# Гровтон (Техас)
Гровтон (англ. Groveton) — город в США, расположенный в северо-западной части штата Техас, административный центр округа Тринити. По данным переписи за 2010 год число жителей составляло 1057 человек, по оценке Бюро переписи США в 2016 году в городе проживало 1026 человек.

## История
Поселение было основано в 1881 году, когда округ Тринити и компания Sabine Pass Land and Railway Company построили железную дорогу и лесопилку. Директор компании предложил назвать город Grovetown (город-роща) из-за рощи дубов между лесопилкой и поселением. Практически сразу название города сократили до Groveton. В первом здании в городе расположился салун. В 1882 году в городе открылось почтовое отделение, а жители округа выбрали Гровтон новым административным центром. В 1884 году на земле, пожертвованной лесообрабатывающей компанией, было построено здание суда округа.
При наличии одного бизнеса в городе, он, тем не менее, был разделён на две части, Гровтон и Милтаун (или Саут-Гровтон), каждая из которых избрала своего мэра. Гровтон получил устав в 1919 году, началось формирование органов местной власти. В 1900-х годах многие лесопилки в регионе закрывались и работники переезжали в Гровтон, чтобы продолжить заниматься деревообработкой. В то же время случился разгул преступности в городе, в целях борьбы с которой в Гровтоне были закрыты салуны и запрещена продажа алкоголя. Несмотря на истощение запасов леса, лесопилка оставалась открытой до 31 декабря 1930 года. Железная дорога вскоре была заброшена, а число жителей сократилось почти в 4 раза.
В 1930-х годах гражданский корпус охраны окружающей среды начал восстановление лесов в регионе, а управление общественных работ США помогло построить новое здание тюрьмы, старшую школу и спортивный зал. К 1980-м годам Гровтон снова стал центром деревообработки, а также оставался торговым и деловым центром и привлекал туристов располагающимся неподалёку Национальным лесом Дэви Крокетта.

## География
Гровтон находится в юго-восточной части округа, его координаты: 31°03′25″ с. ш. 95°07′35″ з. д..
Согласно данным бюро переписи США, площадь города составляет около 6,8 км2, из которых 6,7 км2 занято сушей, а менее 0,1 км2 — водная поверхность.

### Климат
Согласно классификации климатов Кёппена, в Гровтоне преобладает влажный субтропический климат (Cfa).
| Показатель                    | Янв.  | Фев. | Март | Апр. | Май  | Июнь | Июль | Авг. | Сен. | Окт. | Нояб. | Дек.  | Год   |
| ----------------------------- | ----- | ---- | ---- | ---- | ---- | ---- | ---- | ---- | ---- | ---- | ----- | ----- | ----- |
| Абсолютный максимум, °C       | 28,3  | 35   | 32,2 | 35   | 38,3 | 39,4 | 41,1 | 43,3 | 43,9 | 37,2 | 31,1  | 28,9  | 43,9  |
| Средний суточный максимум, °C | 15,9  | 18,6 | 22,6 | 26,4 | 29,6 | 32,7 | 34,9 | 35,1 | 32,1 | 27,4 | 21,7  | 17,3  | 26,2  |
| Средняя температура, °C       | 9,4   | 11,6 | 15,3 | 19,3 | 23,1 | 26,4 | 28,4 | 28,1 | 25,1 | 19,9 | 14,4  | 10,6  | 19,3  |
| Средний суточный минимум, °C  | 2,9   | 4,6  | 8    | 12,2 | 16,7 | 20,1 | 21,8 | 21,2 | 18,2 | 12,4 | 7,2   | 3,7   | 12,4  |
| Абсолютный минимум, °C        | −14,4 | −10  | −7,8 | −2,2 | 5    | 9,4  | 13,3 | 12,8 | 4,4  | −2,8 | −8,9  | −17,2 | −17,2 |
| Норма осадков, мм             | 101   | 92   | 90   | 101  | 131  | 113  | 79   | 75   | 94   | 97   | 101   | 114   | 1188  |
| Источник: weatherbase.com     |       |      |      |      |      |      |      |      |      |      |       |       |       |

## Население
Согласно переписи населения 2010 года в городе проживало 1057 человек, было 421 домохозяйство и 257 семей. Расовый состав города: 78,2 % — белые, 13 % — афроамериканцы, 0,6 % — 
коренные жители США, 0,1 % — азиаты, 0,1 % — жители Гавайев или Океании, 5,7 % — другие расы, 2,4 % — две и более расы. Число испаноязычных жителей любых рас составило 13,7 %.
Из 421 домохозяйства, в 34,9 % живут дети младше 18 лет. 37,5 % домохозяйств представляли собой совместно проживающие супружеские пары (14,7 % с детьми младше 18 лет), в 17,1 % домохозяйств женщины проживали без мужей, в 6,4 % 
домохозяйств мужчины проживали без жён, 39 % домохозяйств не являлись семьями. В 35,2 % домохозяйств проживал только один человек, 16,7 % составляли одинокие пожилые люди (старше 65 лет). Средний размер домохозяйства составлял 2,42 человека. Средний размер семьи — 3,16 человека.
Население города по возрастному диапазону распределилось следующим образом: 28,9 % — жители младше 20 лет, 20,7 % находятся в возрасте от 20 до 39, 32,6 % — от 40 до 64, 17,8 % — 65 лет и старше. Средний возраст составляет 40,6 года.
Согласно данным опросов пяти лет с 2012 по 2016 годы, медианный доход домохозяйства в Гровтоне составляет 31 970 долларов США в год, медианный доход семьи — 35 852 доллара. Доход на душу населения в городе составляет 12 450 долларов. Около 30,5 % семей и 33,2 % населения находятся за чертой бедности. В том числе 32,8 % в возрасте до 18 лет и 10,3 % старше 65 лет.

## Местное управление
Управление городом осуществляется мэром и городским советом, состоящим из 5 человек. Городской совет выбирает из своего состава заместителя мэра.

## Инфраструктура и транспорт
Основными автомагистралями, проходящими через Гровтон, являются:
- автомагистраль 287 США идёт с северо-запада от Крокетта на восток к Вудвиллу.
- автомагистраль 94 штата Техас идёт с северо-востока от Лафкина на юго-запад к пересечению с автомагистралью 19 штата Техас в Тринити.

В городе располагается аэропорт Гровтона и округа Тринити. Аэропорт располагает одной взлётно-посадочной полосой длиной 1067 метров. Ближайшим аэропортом, выполняющим коммерческие рейсы, является аэропорт Истервуд в Колледж-Стейшене. Аэропорт находится примерно в 155 километрах к юго-востоку от Гровтона.

## Образование
Город обслуживается независимым школьным округом Гровтон.

## Экономика
Согласно бюджету города на 2017-2018 финансовый год, планируемые доходы и расходы города составили $0,53 млн.